# Бейли, Гари
Га́ри Ри́чард Бе́йли (англ. Gary Richard Bailey; родился 9 августа 1958 года в Ипсуиче, Англия) — английский футболист, вратарь. Сын вратаря «Ипсвич Таун» Роя Бейли.

## Клубная карьера
Гари Бейли вырос в ЮАР и начал футбольную карьеру в клубе Национальной футбольной лиги «Витс Юниверсити» в Йоханнесбурге. В конце 1970-х за свои деньги прилетел в Манчестер и провёл испытательный период в клубе «Манчестер Юнайтед». Как вратарь он мог совершать потрясающие сейвы, но слабо играл на выходах, из-за чего получил прозвище «Дракула».
В 1978 году он стал выступать за «Юнайтед», так как Алекс Степни завершил карьеру. В самом конце финального матча на Кубок Англии 1979 года он пропустил прострел в штрафную, позволив Алану Сандерленду забить победный гол за «Арсенал». Тем не менее, Гари считается одним из лучших английских вратарей в начале—середине 1980-х.
Он провёл два матча за сборную Англии, но не смог стать игроком основы, проигрывая конкуренцию более опытному Питеру Шилтону.
Бейли помог «Юнайтед» выиграть Кубок Англии в 1983 и 1985 годах.
В ходе тренировки на чемпионате мира 1986 года он получил серьёзную травму колена, из-за которой пропустил большую часть будущего сезона 1986/87. В 1987 году он покинул «Юнайтед» и вернулся в Южную Африку, перейдя в клуб «Кайзер Чифс». В 1990 году Гари Бейли завершил карьеру футболиста.
После завершения карьеры Гари работал радиоведущим на южноафриканском «Радио 702». В настоящее время он работает телеведущим футбольной программы о южноафриканской Премьер-лиге. Он официально презентовал заявку ЮАР на проведение чемпионата мира 2010 года (она завершилась успехом) и заявил, что предстоящий чемпионат мира принесёт много пользы для ЮАР.

## Карьера в сборной
С 1979 по 1984 год провёл 14 матчей за сборную Англии до 21 года.
В 1985 году провёл 2 матча за главную сборную Англии.

## Достижения
«Манчестер Юнайтед»
- Обладатель Кубка Англии (2): 1983, 1985
- Обладатель Суперкубка Англии: 1983
- Итого: 3 трофея

Сборная Англии (до 21 года)
- Победитель чемпионата Европы (до 21 года): 1984

## Статистика выступлений
| Клуб              | Сезон            | Лига | Лига | Кубки | Кубки | Еврокубки | Еврокубки | Прочие | Прочие | Итого | Итого |
| Клуб              | Сезон            | Игры | Голы | Игры  | Голы  | Игры      | Голы      | Игры   | Голы   | Игры  | Голы  |
| ----------------- | ---------------- | ---- | ---- | ----- | ----- | --------- | --------- | ------ | ------ | ----- | ----- |
| Витс Юниверсити   | 1975             | ?    | 0    | ?     | 0     | -         | -         | 0      | 0      | ?     | 0     |
| Витс Юниверсити   | 1976             | ?    | 0    | ?     | 0     | -         | -         | 0      | 0      | ?     | 0     |
| Витс Юниверсити   | Итого            | ?    | 0    | ?     | 0     | 0         | 0         | 0      | 0      | ?     | 0     |
| Манчестер Юнайтед | 1978/79          | 28   | 0    | 9     | 0     | 0         | 0         | 0      | 0      | 37    | 0     |
| Манчестер Юнайтед | 1979/80          | 42   | 0    | 5     | 0     | 0         | 0         | 0      | 0      | 47    | 0     |
| Манчестер Юнайтед | 1980/81          | 40   | 0    | 5     | 0     | 2         | 0         | 0      | 0      | 47    | 0     |
| Манчестер Юнайтед | 1981/82          | 39   | 0    | 3     | 0     | 0         | 0         | 0      | 0      | 42    | 0     |
| Манчестер Юнайтед | 1982/83          | 37   | 0    | 16    | 0     | 2         | 0         | 0      | 0      | 55    | 0     |
| Манчестер Юнайтед | 1983/84          | 40   | 0    | 6     | 0     | 8         | 0         | 1      | 0      | 55    | 0     |
| Манчестер Юнайтед | 1984/85          | 38   | 0    | 9     | 0     | 8         | 0         | 0      | 0      | 55    | 0     |
| Манчестер Юнайтед | 1985/86          | 25   | 0    | 6     | 0     | 0         | 0         | 1      | 0      | 32    | 0     |
| Манчестер Юнайтед | 1986/87          | 5    | 0    | 0     | 0     | 0         | 0         | 0      | 0      | 5     | 0     |
| Манчестер Юнайтед | Итого            | 294  | 0    | 59    | 0     | 20        | 0         | 2      | 0      | 375   | 0     |
| Кайзер Чифс       | 1988             | ?    | 0    | ?     | 0     | -         | -         | 0      | 0      | ?     | 0     |
| Кайзер Чифс       | 1989             | ?    | 0    | ?     | 0     | -         | -         | 0      | 0      | ?     | 0     |
| Кайзер Чифс       | Итого            | ?    | 0    | ?     | 0     | 0         | 0         | 0      | 0      | ?     | 0     |
| Всего за карьеру  | Всего за карьеру | 294+ | 0    | 59+   | 0     | 20        | 0         | 2      | 0      | 375+  | 0     |

## Статистика выступлений за сборную
| Матчи Гари Бейли за сборную Англии | Матчи Гари Бейли за сборную Англии | Матчи Гари Бейли за сборную Англии | Матчи Гари Бейли за сборную Англии | Матчи Гари Бейли за сборную Англии | Матчи Гари Бейли за сборную Англии | Матчи Гари Бейли за сборную Англии |
| ---------------------------------- | ---------------------------------- | ---------------------------------- | ---------------------------------- | ---------------------------------- | ---------------------------------- | ---------------------------------- |
| №                                  | Дата                               | Место проведения                   | Соперник                           | Счёт                               | Пропущенные мячи                   | Соревнование                       |
| 1                                  | 26 марта 1985                      | «Уэмбли», Лондон                   | Ирландия                           | 2:1                                | 1                                  | Товарищеский матч                  |
| 2                                  | 9 июня 1985                        | «Ацтека», Мехико                   | Мексика                            | 0:1                                | 1                                  | Турнир Ацтека 2000                 |

Итого: 2 матча / 2 пропущенных мяча; 1 победа, 0 ничьих, 1 поражение.

## Личная жизнь
9 марта 2013 года женился на победительнице конкурса красоты «Мисс Вселенная 1992 года» Мишель МакЛин.